# Oskar Bahlke
Oskar Bahlke (* 3. Dezember 1923) ist ein ehemaliger deutscher Fußballspieler vom VfL Neckarau und SSV Jahn Regensburg, welcher als Torhüter in der damals erstklassigen Fußball-Oberliga Süd  von 1946 bis 1955 insgesamt 104 Ligaspiele absolviert hat.

## Laufbahn
Angefangen hat die Karriere des Torhüters Oskar Bahlke bei den Blau-Weißen von der Altriper Fähre im industriell geprägten Vorort von Mannheim, beim VfL Neckarau. Als Meister der Landesliga Nordbaden stieg der VfL 1945/46 in die Oberliga Süd auf. Angeführt vom späteren Nationalstürmer Fritz Balogh belegte Neckarau 1947 und 1948 jeweils den 16. Rang; nach der Runde 1947/48 konnte man damit aber durch die Ligareduzierung auf 16 Vereine zur Saison 1948/49 den Abstieg nicht verhindern. In diesen zwei Runden Oberliga war noch der vormalige Torhüter zu den erfolgreichen Gauligazeiten, Otto Diringer, der Stammspieler im VfL-Gehäuse. Danach benötigten die Mannheimer Vorstädter zwei Runden in der Landesliga Nordbaden um wieder in die Oberliga zurückzukehren. Nach der Landesligameisterschaft 1949/50 vor dem 1. FC Pforzheim ergab sich in der Aufstiegsrunde gegen TSG Ulm 1846, FC Bayern Hof und Viktoria Aschaffenburg ein Punktegleichstand von 8:4 mit Ulm, so dass am 25. Juni 1950 in Heilbronn ein Entscheidungsspiel stattfand. Mit einem Hattrick in der zweiten Halbzeit sorgte VfL-Goalgetter Fritz Balogh für den 3:0-Sieg und den vielbejubelten Aufstieg in die Oberliga Süd. In dem Entscheidungsspiel stand Willi Nenninger im Neckarauer Tor, der auch in der Oberligarunde 1950/51 auf 16 Einsätze kam, in der Oskar Bahlke knapp mit 18 Einsätzen die Nase vorne hatte. Bahlke und Kollegen belegten den 11. Rang, einen Punkt vor dem VfR Mannheim und vier Punkte vor dem SV Waldhof. Karl Gramminger (22 Tore) und Willi Preschle (20 Tore) hatten sich unter den führenden Spieler der Torschützenliste im Süden eingereiht. Die Runde wurde aber von dem tragischen Unfalltod des VfL-Idols Fritz Balogh am 15. Januar 1951 überschattet. Hatte der Spielmacher und Torjäger noch am 22. November 1950 in Stuttgart im ersten Länderspiel nach Ende des Zweiten Weltkriegs gegen die Schweiz das Nationaltrikot vor 115.000 Zuschauern getragen, so riss sein tragischer Tod eine nicht zu füllende Lücke in das VfL-Gefüge, vor allem in den Folgejahren.
Bahlke fehlte 1951/52 in nur einem Rundenspiel (29-0), mit 17:43 Punkten stieg Neckarau im Jahr eins nach Balogh aber aus der Oberliga Süd ab. Der Abwärtssog hielt auch in der 2. Liga Süd 1952/53 an und der VfL landete im Sommer 1953 im nordbadischen Amateurlager. Meister und Oberligaaufsteiger Jahn Regensburg verpflichtete Bahlke zur Oberligasaison 1953/54 und der Mannheimer Torhüter wechselte in die oberpfälzische Bischofsstadt.
Überraschend gut bewältigte Jahn das Debütjahr 1953/54 mit dem erreichten sechsten Rang. Bahlke hatte in 28 Spielen sein Können unter Beweis gestellt und Mittelstürmer Josef Hubeny mit 15 Treffern seine Torjägerqualitäten. Im zweiten Jahr in Regensburg, 1954/55, ging es zwar in der Tabelle deutlich rückwärts, aber mit dem 14. Rang konnte man immerhin die Klasse knapp halten. Bahlke war auf weitere 24 Einsätze gekommen. Zur Runde 1955/56 wurde er aber im SSV-Gehäuse durch Adolf Niemann abgelöst, der für die Oberpfälzer alle 30 Rundenspiele absolvierte.
Bahlke kehrte wieder in seine Heimat nach Mannheim zurück und schloss sich zur Saison 1957/58 der SpVgg Sandhofen in der 2. Amateurliga Nordbaden an. Mit Bahlke gewann Sandhofen in der Rhein-Neckar Staffel 2 die Meisterschaft und setzte sich auch in der Aufstiegsrunde gegen den FC Neureut, TSG Plankstadt, ASV Hagsfeld und FC Freya Limbach durch und erreichte den Aufstieg in die 1. Amateurliga Nordbaden. Die Entscheidung zugunsten Sandhofens fiel am 1. Juni 1958 beim 1:0-Sieg gegen den härtesten Rivalen FC Neureut, als Bahlke alle Möglichkeiten zum Torerfolg der Mannschaft aus Karlsruhe verhindern konnte. Der ehemalige Oberligatorhüter stand danach noch bis 1960/61 im Tor von Sandhofen.